# البطولة الوطنية التونسية 1978–79
الدوري التونسي لكرة القدم 1978-1979 هو الموسم رقم 24 من الرابطة التونسية المحترفة الأولى لكرة القدم. أفضل 16 ناديا تونسيا يلعبون فيما بينهم ذهابا وإيابا.

فاز بهذا الموسم النادي الأفريقي، وجاء ثانيا الملعب التونسي وثالثا النجم الرياضي الساحلي.

## نظام البطولة
تضمنت البطولة مشاركة 14 فريقًا تنافسوا في نظام الدوري ذهابًا وإيابًا، حيث يواجه كل فريق الفرق الأخرى مرتين (مرة على أرضه ومرة خارج أرضه). حصل الفريق الفائز على نقطتين لكل انتصار، ونقطة واحدة للتعادل، فيما لم يحصل الخاسر على أي نقطة.
في نهاية الموسم، يُتوج الفريق صاحب أعلى رصيد من النقاط بطلًا للدوري، بينما تهبط الفرق الأقل ترتيبًا إلى الدرجة الثانية.

## الأندية المشاركة
في موسم 1978-1979 من الدوري التونسي لكرة القدم، شاركت عدة أندية تونسية في المنافسة. وإليك قائمة ببعض الأندية التي شاركت في ذلك الموسم:
1. الترجي الرياضي التونسي
2. النجم الساحلي
3. النادي الإفريقي
4. النادي الصفاقسي
5. النادي البنزرتي
6. النادي البنزرتي الرياضي
7. النادي الرياضي الباجي
8. نادي محيط قرقنة
9. النجم الرياضي الساحلي
10. مستقبل قابس
11. الشبيبة القيروانية
12. النادي الصفاقسي
13. النجم الأفريقي
14. نادي حمام الأنف

## الترتيب النهائي
1. النادي الرياضي الصفاقسي (البطل)
2. النادي الإفريقي
3. الترجي الرياضي التونسي
4. النجم الرياضي الساحلي
5. الملعب التونسي

... وبقية الترتيب حسب النتائج النهائية.